# IR4
IR4, litreret ER-FR-FR-ER, er et elektrisk togsæt leveret til DSB af ABB Scandia i 1993-1997 i 44 eksemplarer. Togsættet er en videreudvikling af IC3, som det har mange designelementer tilfælles med, og ligesom IC3 er den maksimalt tilladte hastighed 180 km/t. Udvendigt adskiller IR4 sig fra IC3 bl.a. ved at have fire vogne og strømaftager på taget. Op til fem togsæt med en samlet toglængde på 382 meter kan sammenkobles med indbyrdes overgang. I daglig drift anvendes op til fire sammenkoblede togsæt på i alt 306 meter. Styresystemet muliggør kørsel med IC3 og IR4 i samme togstamme. I lighed med IC3 kan tog bestående af flere togsæt hurtigt samles og deles efter behov.
Indsættelsen af IR4 i almindelige drift forsinkedes i ca. to år, fordi togene udsendte støjstrømme, der fik DSB’s elektriske EA-lokomotiver til at slå strømaftagerne ned og gå i stå. Alle IR4 måtte derfor tilbage til fabrikken for at få indbygget støjfiltre. I 1998 måtte en række af togene tages ud af drift som følge af et uforudset slid på hjulene og manglende reservedele.
IR4 er oprindelig projekteret som et regionaltog og var i 1995-2001 enerådende på Kystbanen - bortset fra myldretidstogene - og primære togtype på Kastrupbanen, da denne indviedes i 1998. IR4 anvendes dog også som fjerntog på elektrificerede strækninger og er derfor udstyret med cateringfaciliteter og informations- og pladsreservationssystem. IR4 findes med forskellige typer indretning og antal siddepladser. I 2014-15 ombyggedes alle IR4-tog for i alt 25 mio. kr., så interiøret fremstår ens i alle togsæt og med samme komfortniveau som i IC3.
IR4 renoveres fra 2021 til 2026 på værkstedet i Aarhus. Indtil strækningen mellem Fredericia og Aarhus elektrificeres, benyttes IC3 her til at trække IR4. 

## Teknik, design og indretning

### Teknik
Et IR4-togsæt er i hver endevogn (ER) udrustet med to kraftige banemotorer, der i alt yder 1680 kW og trækker via de to nærmeste fællesbogier. Ligesom IC3-togets mellemvogn FF har IR4's to mellemvogne, FR, ingen motorer under gulvet. Ligeledes er vognkasserne bygget af aluminium, og de fast sammenkoblede vogne er monteret på fællesbogier. Ligesom i IC3 muliggør flexlinersystemet, at der kan etableres overgang mellem flere sammenkoblede togsæt.
IR4-toget er fra fabrikken konstrueret til en maksimalt tilladt hastighed på 180 km/t. Hvor infrastrukturen tillader det, har denne hastighed været udnyttet siden ibrugtagningen af Storebæltsforbindelsen. Inden da var togenes maksimalt tilladte hastighed 140 km/t.
Af komfortmæssige hensyn er IR4 ligesom IC3 godkendt til maksimalt 140 km/t gennem Storebæltstunnellen, hvorimod IC4 er godkendt til 180 km/t. Forskellen skyldes den trykbølge, som togene rammes af, når de kører ind i tunnelen. Eftersom IR4 - på trods af samme antal bogier og omtrent samme længde som IC4 - vejer ca. 30 ton mindre end IC4, vil rystelserne i de lette IR4-tog opleves kraftigere ved samme hastighed.

### Design
Eftersom IR4 er en videreudvikling af IC3, har IR4 især i designet af vognkasserne en række elementer tilfælles med IC3. Den oprindelige rød-hvide bemaling var i tråd med IC3's, hvor en markant rød farve markerede indstigningsdørene på de overvejende hvide vognkasser. Eftersom IR4's i alt fire dørpartier er placeret parvis, gav det en forholdsvis bred rød markering af dørpartierne og dermed et markant anderledes udtryk end IC3. Angiveligt for at give IR4 og IC3 et mere ens udvendigt designudtryk - efter at togene begyndte at køre sammenkoblede fra 2001 - designmaledes IR4 i 2003-2005 i det grå og blå design, der også gennemførtes på IC3 og DSB's øvrige tog.
Indvendigt adskiller IR4 sig designmæssigt fra IC3 på et par punkter: Sæderne og nakkepuderne i begge FR-vognene og den ene af ER-vognene kan ikke justeres individuelt. En undtagelse hertil er sæderne i ER-vognen med stillezone og DSB 1', der er af samme type som IC3-togenes sæder, der kan justeres individuelt. Indtil midten af 00'erne adskilte også sædernes farve sig fra IC3.

### Indretning
IR4 er indrettet med brede ind- og udstigningsdøre i den ene ende af hver vogn ved to af togets fællesbogier – ligesom IC3. Grundet den ekstra vogn i forhold til IC3 er der 1-2 vognlængder mellem hvert dørparti og således relativt langt mellem indstigningsdørene. Indvendigt er toget indrettet med 4 vestibuler og 5 kupéer med mellem 15 og 52 siddepladser. Sæderne er opstillet vis a vis og i flyopstilling. Den ene af de to motorvogne (ER 21xx) er indrettet med DSB 1’, hvilekupé, pantry, toilet og vestibule med klapsæder. Den anden motorvogn (ER 20xx) er indrettet med storrumskupé, handicaptoilet og vestibule med klapsæder. De to mellemvogne er stort set ens indrettet, dvs. vestibule med klapsæder og storrumskupé med sæderne placeret overvejende vis a vis (FR 23xx) og i flyopstilling (FR22xx). Der er elektronisk pladsreservationssystem og internet. IR4 har to toiletter svarende til et toilet for hver 116 passagerer ved 100 % belægning. Til sammenligning er IC3 udrustet med et toilet for hver 72 passagerer.
I juni 2015 udvidede DSB adgangen til internettet, så det blev gratis for alle rejsende i IC3, IC4 og IR4 uanset hvor i landet, togene kører. Samtidig opgraderedes forbindelsen fra 3G til 4G.
For forskellene i indretningen henvises til beskrivelsen af togenes forskellige serier nedenfor.

## Produktion og levering

### Produktion
Produktionen af de første IR4 begyndte i Randers i starten af 1990'erne, da IC3 stadig var i produktion. Da det 85. og sidste IC3 i den første serie leveredes i 1993, gav det efterhånden plads i produktionen til IR4.

### Serier
IR4 er leveret i tre serier fra 1993-1997. De første fem IR4 leveredes i 1993 efterfulgt af yderligere fem togsæt i 1994, 30 togsæt i 1995 og fire togsæt i 1997. Udvendigt fremstod togene stort set identiske, men der var enkelte forskelle i indretningen af de forskellige serier.

#### Togsæt 01-17
Eftersom de første togsæt primært anvendtes i den sjællandske regionaltogstrafik, var de ikke ligesom de efterfølgende serier indrettet med pantry. Ligeledes skilte de første togsæt sig ud fra de efterfølgende ved at have sæder i en lyseblå nuance og med nakkepuder i lyserøde eller lysegrønne pastelfarver.
Eftersom IR4 i starten primært anvendtes som regionaltog og for at undgå forveksling med IC3, påførtes teksten ’regionaltog’ med sorte bogstaver på togets hvide vognkasse ved siden af de brede, røde indstigningspartier.

#### Togsæt 18-40
Disse togsæt var fra starten tiltænkt fjerntrafikken og var derfor født med pantry. I modsætning til den første serie leveredes togsæt 18-40 med røde gelændere i vestibulerne og sæder med grå og røde striber.

#### Togsæt 41-44
Togsæt 41-44 var de sidste IR4-togsæt, der leveredes. De bestiltes i en særskilt serie i forbindelse med den nye Kastrupbane, leveredes i 1997 og sattes i drift i 1998. Togene var ved leveringen indrettet som togsæt 18-40, dvs. med røde gelændere i vestibulerne og sæder med grå og røde striber.

### Støjfiltre (1993-1997)
I slutningen af 1993, hvor flere togsæt var leveret og kunne testkøres samtidig, opdagede DSB og producenten ABB, at IR4-togene udsendte støjstrømme, som fik de elektriske EA-lokomotiver til at gå i stå. Problemet opstod, når et IR4-tog bremsede, og energien omformedes til elektricitet og sendtes tilbage i ledningerne som 50 Hz vekselstrøm. De ekstra frekvenser som dette genererede – kaldet støjstrøm – resulterede i, at EA-lokomotiverne automatisk trak strømaftagerne ned. DSB og ABB var enige om, at problemet skyldtes en mangel i det elektriske styresystem i de nye tog, og ifølge DSB’s materielchef, Johannes Pedersen, regnede man med at kunne løse problemet ved at ændre i softwaren til det elektriske styresystem.
DSB og ABB var imidlertid ikke enige om, hvem der skulle betale den ekstra regning for at udbedre fejlen. På den ene side mente ABB, at de leverede tog jo ret beset godt kunne køre og dermed opfyldte kontrakten. På den anden side mente DSB, at togene ikke opfyldte kontrakten, da det måtte forudsættes, at de nye tog naturligvis skulle kunne fungere uden at sætte andre tog i stå.
Trafikminister Jan Trøjborg (S) svarede den 14. april 1994 i et notat til Folketingets trafikudvalg, at han forventede, at parterne selv ville løse tvisten.
| „ | Jeg har sagt til DSB og ABB, at jeg vil se IR4-togene køre - nu! Det er helt afgørende, at vi får løst de tekniske problemer i en susende fart. Jeg har fornemmet en vilje til at få løst det tekniske problem hurtigt. Resten af historien bør ikke blive en sag på mit bord men på bordet hos de, der har indgået kontrakten. | “ |
|   | — Trafikminister Jan Trøjborg (april 1994) |   |

Den 9. juni 1997 kørte MY 1105 de sidste IR4-togsæt med indbyggede støjfiltre fra fabrikken i Randers.

## Driftshistorie

### Idriftsættelse
På trods af at de første IR4-tog overdroges til DSB i 1993, skulle man grundet problemerne med støjstrømme næsten to år længere frem, før de så småt indsattes i normal drift. Straks ved indsættelsen i 1995 blev IR4 en publikumstræffer, især fordi de primært erstattede lokomotivfremførte røde vogne af ældre dato. IR4 indsattes først mellem Østerport og Korsør, og på Kystbanen i weekenden kørtes tre ud af syv omløb med dobbeltkoblede IR4-togsæt. I 1996 blev IR4 enerådende på Kystbanen med undtagelse af myldretidstogene. Efterhånden indsattes nogle af togene også som regionaltog på Vestfyn mellem Odense og Middelfart. Efter at Storebæltsforbindelsen indviedes i 1997, opgraderedes 18 af togsættene til intercity-trafik mod Odense og Sønderborg.
Da Kastrupbanen indviedes den 27. september 1998, bestod indvielsestoget af en togstamme med tre IR4-togsæt, der sprængte snoren ved Kalvebod. Resten af dagen tog 20.000 mennesker imod DSB's tilbud om at køre gratis med togene på den nye bane, der i 20-minuttersdrift betjentes af Kystbanens dobbeltkoblede IR4.

### Manglende reservedele (1998)
Sidst i juli og starten af august 1998 måtte DSB hensætte 17 IR4-togsæt bl.a. i Helsingør og ved klargøringscentret ved København H som følge af et uventet stort slid på hjulene. Eftersom alle reservedele var opbrugt, og producenten i Sverige ikke umiddelbart kunne starte en produktion op, måtte de rejsende på Kystbanen og i IC-forbindelserne til Odense og Sønderborg i godt en måned finde sig i reducerede togstammer.

### ERK og ERF
I forbindelse med Kystbanens udlicitering i januar 2009 stilledes togsæt 01-20 – omløbsteknisk betegnet ERK hvor K’et står for Kystbanen – til rådighed for DSBFirst, der vandt EU-udbuddet på Kystbanen, der var den blot anden udlicitering af en jernbanestrækning i danmarkshistorien. De 20 togsæt anvendtes i starten primært i Nivå-Kastrup-systemet og som myldretidstog. Efterhånden blev de dog fortrængt fra dette system, der primært betjenes af den udvidede pulje af Øresundstog, som følge af den udvidede 10-minuttersdrift over Øresundsbroen. Når ERK’erne ikke anvendes på Kystbanen – og i det omfang det ikke forringer betjeningen af Kystbanen – tilbagelejes de til DSB Fjern- & Regional, hvor de primært anvendes mellem Østerport og Ringsted men af og til også i den egentlige fjerntrafik.
Omløbsteknisk betegnes de øvrige togsæt 21-44 ERF, hvor F’et står for fjerntog, eftersom disse togsæt anvendes fast som Intercity- og lyntog på de elektrificerede strækninger.

### Uheld
Den 18. februar 2011 gik det galt, da togsæt 2039 udbrændte om natten ved p-risten i Fredericia. Toget var tomt, og der skete kun materiel skade. Togsæt 2029, der var sammenkoblet med 2039, blev kraftigt røg- og sodskadet. Branden menes at være opstået i tekniske installationer i en af togets vestibuler. Togsæt 2029 kom i drift igen inden for et år, hvorimod det udbrændte togsæt 2039 ombyggedes i både 2011 og 2012. I 2012 forventedes det i drift i løbet af 2013. Toget observeredes i drift første gang efter ombygningen den 1. juni 2014.
Den 5. september 2011 afsporedes et IR4-togsæt ved Viby Sjælland kl. 09.32, da det ved lav hastighed passerede et sporskifte. Ingen af de ombordværende kom noget til. Ifølge Havarikommissionen skyldtes afsporingen en knækket aksel.
Den 15. august 2025 kolliderer og afspores IR4 togsættet ER2001 fra København mod Sønderborg med en lastbil i en jernbaneoverskæring ved Bjerndrup i Sønderjylland. Minimum en vogn knækker af og vælter ned på mark. Én person omkommer og minimum 25 personer er tilskadekomne, heriblandt flere alvorligt. 

## IR4 i fremtiden
Med den politiske aftale af 12. juni 2012 om ’Bedre og billigere kollektiv trafik’ var der enighed om at afsætte 25 mio. kr. til at udskifte inventaret, herunder sæderne, i alle IR4-togene. Ombygningen vil andrage ca. ½ mio. kr. pr. togsæt.
Ifølge Transportministeriet var det i foråret 2013 endnu ikke besluttet, hvilke eltog der skal betjene strækningen mellem Esbjerg og Lunderskov, efter at den er elektrificeret i 2015, men ifølge ministeriet var IR4 en mulighed. Efter at DSB alligevel ikke ønskede at købe 10 nye dobbeltdækkertog - som der ellers var politisk opbakning til - kunne Ingeniøren oplyse, at DSB i stedet ville investere i 15 nye Øresundstog, der skal indsættes på Kystbanen. Dette vil frigive 15 af Kystbanens IR4-togsæt, der så kan indsættes mellem Østerport og Esbjerg i 2015, og indtil der på et senere tidspunkt købes nye eltogsæt.
Efter at det stod klart, at der alligevel ikke købes flere Øresundstog, oplyste transportsminister Magnus Heunicke (S) i maj 2014, at han var klar til at flytte de elektriske IR4-tog, der i dag kører som regionaltog mellem Østerport og Ringsted, til strækningen mellem København og Esbjerg, når denne elektrificeres i 2016.